# Madona de Aur

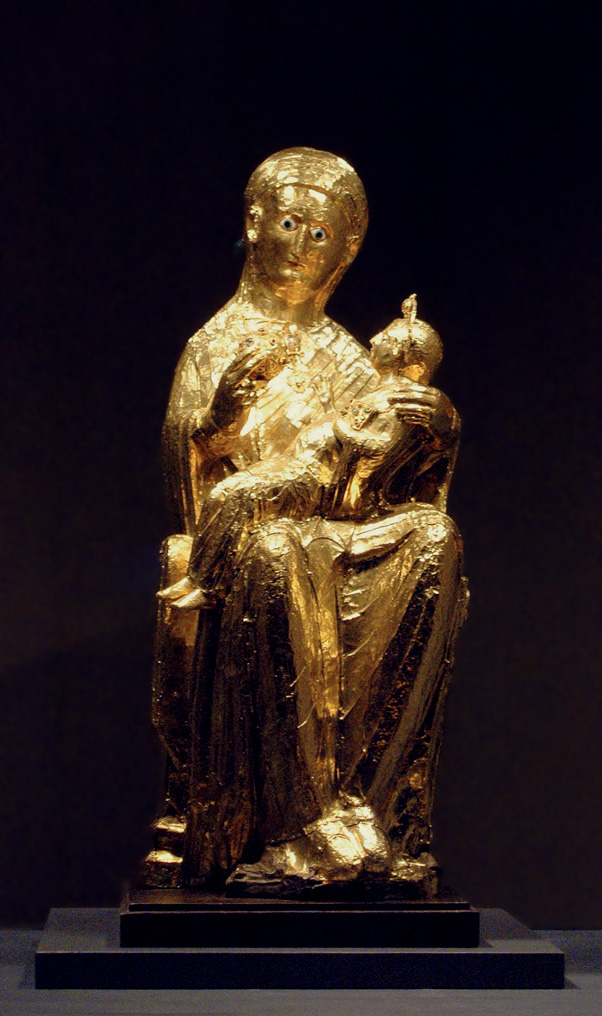
Madona de Aur

Madona de Aur (în germană: „Goldene Madonna”) este o statuie de lemn acoperit cu foițe de aur și argint a Maicii Domnului. Este o statuie medievală a unui sculptor necunoscut care datează din anii 980, fiind considerată una dintre cele mai vechi statui păstrate ale Mariei din cadrul culturii occidentale. Statuia, care a fost creată în timpul stareței Mathilde II (971–1011), se află în domul din Essen, Germania. Are o înâlțime de 74 cm și o lățime de 27 cm, reprezentând-o pe Maria stând pe un scăunel și ținând în brațe un Isus supradimensional. Sf. Maria poartă o tunică largă și o manta, iar pe cap un văl acoperit în partea inferioară de manta. În mâna dreaptă Maria ține o sferă. Cu mâna stângă, în care ține o carte, face un gest de protejare a copilului îmbrăcat în straie de prelat.